# مجموعه‌های کوره میلی‌های استان قم
مجموعه‌های کوره میلی‌های استان قم مربوط به دوره پهلوی دوم است و در شهرستان قم، کیلومتری ۵ جاده قدیم قم، کاشان واقع شده و این اثر در تاریخ ۲۵ آبان ۱۳۸۷ با شمارهٔ ثبت ۲۳۶۴۵ به‌عنوان یکی از آثار ملی ایران به ثبت رسیده است.